# Nanteau-sur-Lunain
Nanteau-sur-Lunain és un municipi francès, situat al departament de Sena i Marne i a la regió de Illa de França. L'any 2007 tenia 677 habitants.
Forma part del cantó de Nemours, del districte de Fontainebleau i de la Comunitat de comunes Moret Seine et Loing.

## Demografia

### Població
El 2007 la població de fet de Nanteau-sur-Lunain era de 677 persones. Hi havia 197 famílies, de les quals 48 eren unipersonals (26 homes vivint sols i 22 dones vivint soles), 60 parelles sense fills, 78 parelles amb fills i 11 famílies monoparentals amb fills.
La població ha evolucionat segons el següent gràfic:
Habitants censats

### Habitatges
El 2007 hi havia 265 habitatges, 199 eren l'habitatge principal de la família, 51 eren segones residències i 15 estaven desocupats. 242 eren cases i 24 eren apartaments. Dels 199 habitatges principals, 165 estaven ocupats pels seus propietaris, 31 estaven llogats i ocupats pels llogaters i 3 estaven cedits a títol gratuït; 2 tenien una cambra, 12 en tenien dues, 34 en tenien tres, 50 en tenien quatre i 100 en tenien cinc o més. 163 habitatges disposaven pel capbaix d'una plaça de pàrquing. A 83 habitatges hi havia un automòbil i a 103 n'hi havia dos o més.

### Piràmide de població
La piràmide de població per edats i sexe el 2009 era:
| Homes | Edats   | Dones |
| ----- | ------- | ----- |
| 0     | 95 o +  | 0     |
| 0     | 90 a 94 | 4     |
| 4     | 85 a 89 | 0     |
| 4     | 80 a 84 | 8     |
| 12    | 75 a 79 | 0     |
| 0     | 70 a 74 | 4     |
| 20    | 65 a 69 | 24    |
| 4     | 60 a 64 | 16    |
| 20    | 55 a 59 | 4     |
| 4     | 50 a 54 | 12    |
| 24    | 45 a 49 | 12    |
| 20    | 40 a 44 | 16    |
| 20    | 35 a 39 | 28    |
| 28    | 30 a 34 | 24    |
| 12    | 25 a 29 | 12    |
| 16    | 20 a 24 | 8     |
| 24    | 15 a 19 | 12    |
| 16    | 10 a 14 | 24    |
| 12    | 5 a 9   | 12    |
| 24    | 0 a 4   | 8     |

## Economia
El 2007 la població en edat de treballar era de 521 persones, 265 eren actives i 256 eren inactives. De les 265 persones actives 242 estaven ocupades (130 homes i 112 dones) i 23 estaven aturades (13 homes i 10 dones). De les 256 persones inactives 27 estaven jubilades, 96 estaven estudiant i 133 estaven classificades com a «altres inactius».

### Ingressos
El 2009 a Nanteau-sur-Lunain hi havia 210 unitats fiscals que integraven 517 persones, la mediana anual d'ingressos fiscals per persona era de 23.999 €.

### Activitats econòmiques
Dels 19 establiments que hi havia el 2007, 1 era d'una empresa de fabricació d'altres productes industrials, 3 d'empreses de construcció, 5 d'empreses de comerç i reparació d'automòbils, 3 d'empreses d'hostatgeria i restauració, 1 d'una empresa financera, 1 d'una empresa immobiliària, 4 d'empreses de serveis i 1 d'una entitat de l'administració pública.
Dels 5 establiments de servei als particulars que hi havia el 2009, 1 era un taller de reparació d'automòbils i de material agrícola, 1 autoescola, 1 guixaire pintor, 1 electricista i 1 agència immobiliària.
L'any 2000 a Nanteau-sur-Lunain hi havia 5 explotacions agrícoles que ocupaven un total de 385 hectàrees.

## Equipaments sanitaris i escolars
El 2009 hi havia una escola maternal integrada dins d'un grup escolar amb les comunes properes formant una escola dispersa.

## Poblacions més properes
El següent diagrama mostra les poblacions més properes.